# Hyperacousie
Vous pouvez aider à l'améliorer ou bien discuter des problèmes sur sa page de discussion.
- Il ne respecte pas la neutralité de point de vue. Considérez son contenu avec précaution. Il est possible de préciser les sections non neutres en utilisant {{section non neutre}} et de souligner les passages problématiques avec {{passage non neutre}}. (Marqué depuis mai 2024)
- Il peut contenir une synthèse inédite de sources non directement liées au sujet de l'article ou de sources primaires. Vous pouvez aider en ajoutant des sources secondaires centrées sur le sujet de l'article ou en supprimant le contenu problématique. (Marqué depuis mai 2024)

Vous pouvez aider à l'améliorer ou bien discuter des problèmes sur sa page de discussion.
- Il n’est pas rédigé dans un style encyclopédique. (Marqué depuis mai 2024)
- Il relève du guide pratique, ce qui n'est pas de nature encyclopédique. Vous pouvez reformuler les passages concernés, ou remplacer ce bandeau par {{pour Wikibooks}}, {{pour Wikiversité}}, ou {{pour Wikivoyage}}, afin de demander le transfert vers un projet frère plus approprié. (Marqué depuis mai 2024)
- Sa rédaction n'est pas équilibrée, et donne à certains aspects ou points de vue une importance disproportionnée. Considérez son contenu avec précaution. Pour lancer la procédure de résolution du problème, utilisez le paramètre neutralité. (Marqué depuis mai 2024)
- Il a besoin d'un nouveau plan. (Marqué depuis mai 2024)

 Mise en garde médicale
L'hyperacousie est une pathologie qui se manifeste par une hypersensibilité au bruit, accompagnée ou non d'une gêne ou de douleur.
Ses causes sont souvent inconnues et l'hyperacousie peut évoluer avec le temps, en s'aggravant avec l'exposition au bruit. Les souffrances décrites les plus fréquemment sont des douleurs (otalgies) et une intensification d'acouphènes préexistants et/ou de l'hyperacousie. Les fréquences touchées et le seuil de tolérance à l'intensité acoustique varient selon les personnes.
Il n'existe pas de traitement curatif. Différentes prises en charge existent, allant du port de protections auditives à la thérapie cognitivo-comportementale, en passant par le suivi psychologique ou l'exposition progressive au bruit (thérapie sonore). Les résultats des thérapies sonores et leur innocuité ne sont pas démontrés.

## Histoire
Le terme d'hyperacousie est issu des travaux de Henry B. Perlman en 1938.

## Définition
Il existe dans la littérature scientifique plusieurs définitions de l'hyperacousie, sans que l'une en particulier ne fasse consensus. Selon les auteurs, l'hyperacousie est une augmentation de la sensibilité auditive. Pour plusieurs autres, l'hyperacousie est une intolérance, ou une réponse exacerbée ou anormale aux sons ordinaires.
Il faut différencier :
- l'hyperacousie qui est une hypersensibilité au bruit  qui suscite une augmentation des acouphènes ou hyperacousie et des douleurs qui peuvent durer de quelques minutes à plusieurs jours.
- la phonophobie qui est une peur irrationnelle du bruit, terme qui a été proposé Dennis P. Phillips et Michele M. Carr en 1998[7]. Elle relève d'une thérapie psychologique. Le phonophobique craint le bruit qui pourtant ne lui cause aucun acouphène ni aucune douleur. La phonophobie est souvent confondue avec l'hyperacousie.
- la misophonie qui est une réponse émotionnelle à certains sons, terme qui a été proposé par Pawel J. Jastreboff et al. en 2003[8]. La misophonie est très courante. Il n'est pas rare qu'une personne ne supporte pas certains bruits qui pourtant ne lui créent ni acouphènes, ni douleurs, ni hyperacousie. Par exemple, le bruit d'une craie qui crisse contre un tableau, d'ongles qui grattent une surface lisse, d'un chiffon que l'on frotte contre un mur en parpaings, de bruits de déglutition sont vécus comme quelque chose de désagréable. C'est un trouble psychologique qui relève d'une interprétation subjective et non d'un constat objectif.
- le recrutement qui est une hypersensibilité sonore chez les patients atteints de perte auditive neurosensorielle.

### Synonymes
On peut retrouver dans la littérature d'autres termes ou expressions synonymes de l'hyperacousie : « odynacousie », « hyperesthésie auditive », « dysacousie », « dysesthésie auditif » ou encore « allodynie auditive ».

## Classifications
Tyler et al. de l'université de l'Iowa aux États-Unis proposent une classification de la sensibilité aux sons :
- hyperacousie d'intensité : les sons modérés sont perçus comme très bruyants ;
- hyperacousie de gêne : certains sons même modérés sont gênants ;
- hyperacousie de peur : les patients ont peur de certains sons (modérés ou forts) ;
- hyperacousie de douleur : la douleur accompagne la perception sonore.

Le Dr Johnson (Oregon Tinnitus & Hyperacusis Treatment Clinic) propose de distinguer :
- hyperacousie cochléaire : la plus courante, à savoir l'intolérance aux sons ;
- hyperacousie vestibulaire : la personne peut éprouver des sentiments de vertige, des nausées ou une perte d'équilibre face au bruit.

## Description
L'hyperacousie se caractérise par un seuil de tolérance au bruit anormalement bas ; certains sons ou niveaux sonores, qui ne sont pas perçus comme forts ou désagréables par les personnes présentant une audition normale, sont pénibles et/ou douloureux pour l'hyperacousique. Ces sons peuvent, en outre, aggraver le niveau d'hyperacousie, créer des acouphènes ou augmenter leur intensité s'ils sont déjà présents. L'hyperacousie est le plus souvent bilatérale mais dans 10 % des cas, elle ne touche qu'une seule oreille[source insuffisante]. L'hyperacousie peut être associée à des acouphènes, nausées, à des vertiges, à des douleurs neurogènes permanentes, otalgie, céphalées, ou à de la fatigue permanente. Ces souffrances sont généralement soulagées par le repos dans un environnement sonore modéré.
Certains sujets présentent par ailleurs une difficulté à échantillonner les sons : un faible bruit perturbe la perception d'un bruit pourtant plus fort. Ainsi, par exemple, il leur est difficile de suivre une conversation dans un environnement bruyant, comme un restaurant. Les personnes atteintes d'hyperacousie présentent généralement un audiogramme tout à fait normal.

## Épidémiologie
Peu d'études épidémiologiques à grande échelle ont été effectuées mais l'hyperacousie pourrait toucher 9 % des Suédois et 15,2 % des Polonais,.
L'hyperacousie dans ses formes plus sévères atteindrait 2 % de la population.
Le patient typique atteint d'hyperacousie est relativement jeune ; l'âge moyen étant d'environ 10 ans inférieur à la population de patients souffrant d'acouphènes ou de perte auditive due au bruit.

### Musiciens
L'hyperacousie est fréquente chez les musiciens professionnels. S'ils peuvent continuer à pratiquer leur métier, il s'agit d'hyperacousie légère. S'ils ne peuvent plus continuer à pratiquer leur métier, il s'agit d'hyperacousie sévère. L'hyperacousie devient sévère lorsqu'au fil des petits traumatismes, elle empire. L'aggravation peut être telle que le musicien doit arrêter son métier :
- une étude chez les musiciens, par l'association des orchestres anglais, a révélé que 25 % d'entre eux souffrent ou ont souffert d'hyperacousie[18] ;
- une étude a montré que 32 % des personnes touchées d'hyperacousie sont des musiciens professionnels[19] ;
- au Brésil, une étude menée auprès de musiciens d'orchestre militaire a montré que 37 % d'entre eux souffraient d'hyperacousie[20].

### Enfants

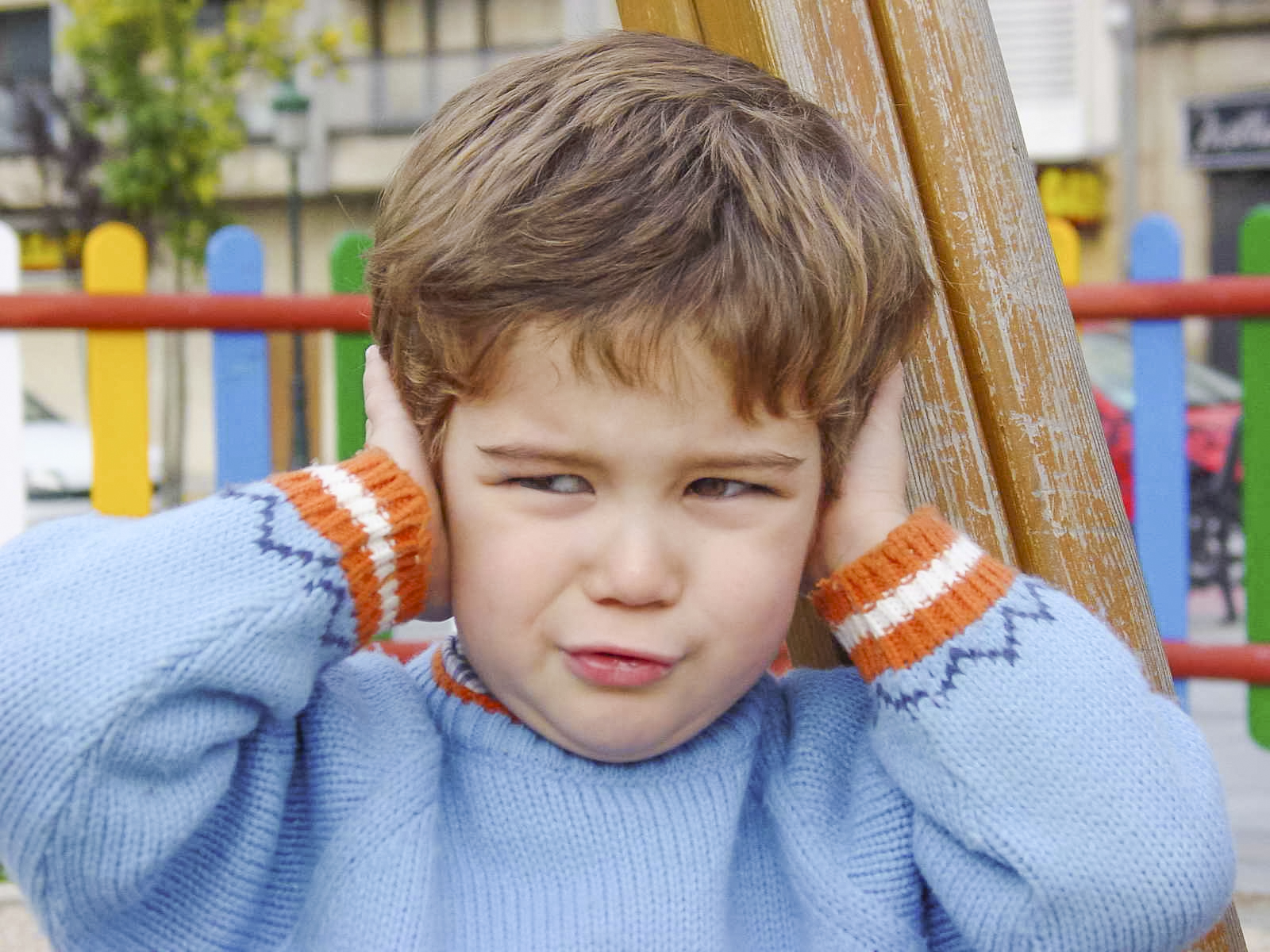
L'hyperacousie chez l'enfant :
elle peut être détectée par une analyse du comportement de l'enfant dans le bruit. Par exemple, ils se bouchent les oreilles dans des environnements sonores forts ou modérés.

La prévalence de l'hyperacousie dans la population des enfants (mesuré sur 7 097 individus) de 11 ans du Royaume-Uni est estimé à 3,7 %. Une étude menée au Brésil sur 506 enfants âgés de sept à douze ans a montré que 3,2 % étaient atteints d'hyperacousie. Cette pathologie peut être difficile à détecter chez l’enfant. Elle peut aussi être associée à d'autres états ou symptômes comme les acouphènes, l'autisme, le syndrome de fatigue chronique, la dépression, le syndrome de Williams…
L'étude du comportement de l'enfant permet de détecter l'hyperacousie car ils peuvent manifester des comportements de gêne aux bruits (colère, angoisse, panique...). Ils se bouchent souvent les oreilles et/ou évitent les endroits bruyants. Dans leur scolarité, ils peuvent manifester des difficultés d'attention dans une salle de classe bruyante. Pour les cas sévères, cela peut aller au refus d'aller à l'école. L'hyperacousie doit donc être détectée et l'enfant suivi par un médecin spécialiste afin d'en identifier les causes et de mettre en place un traitement adapté.

### Personnes atteintes d'acouphènes
L'hyperacousie est accompagnée dans 86 % des cas d'acouphènes. La présence d'acouphènes précède l'hyperacousie dans 78 % des cas.
| Prévalence (%) | Échantillons (n) | Auteurs/Pays                              |
| 40 %           | 500              | Jastreboff PJ et al. 1996, États-Unis.    |
| 60 %           | 189              | Andersson et al. 2001, Suède.             |
| 34 %           | 47               | Guzek et al. 2002, Pologne.               |
| 60 %           | 250              | Herráiz et al. 2003, Espagne.             |
| 79 %           | 249              | Dauman R & Bouscau-Faure F. 2005, France. |

Les proportions sont différentes selon les auteurs, cela s'explique surtout par le choix des paramètres retenus pour caractériser l'hyperacousie. D'après le tableau, la prévalence moyenne de l'hyperacousie chez les acouphéniques est de 54 %. Elle est donc une pathologie qui atteint fréquemment les personnes acouphéniques.
D'après une étude de l’American Tinnitius Association conduite auprès de 112 personnes atteintes d'acouphènes et d'hyperacousie : 53 % trouvent l'hyperacousie plus difficile à vivre que les acouphènes, 36 % les mettent sur un pied d'égalité dans la gêne occasionnée et 16 % trouvent les acouphènes moins gérables que l'hyperacousie, 6 % restent incertains.

## Étiologie

### Causes
Bien que l'on en connaisse les éléments déclencheurs, les causes de l'hyperacousie demeurent dans la plupart des cas inconnues.

### Causes liées à des traumatismes
- Exposition actuelle ou ancienne à des bruits trop élevés (traumatisme sonore)[32] : par exemple, cinq ans après l’explosion de l'usine AZF à Toulouse, une étude de la Caisse Primaire d'Assurance Maladie (CPAM) et de l'Institut de Veille Sanitaire (InVS) effectuée sur un échantillon de 3 600 personnes impactées a montré que 26 % des hommes et 35 % des femmes exposés souffrent d'hyperacousie[33]
- Syndrome du choc acoustique : dans les centres d'appels téléphoniques, des employés rapportent divers symptômes auditifs liés à leur métier : otalgie, audition altérée, la plénitude de l'oreille, déséquilibre, acouphènes, hyperacousie, aversion ou même peur des bruits forts en raison des symptômes que ce dernier provoque (acouphènes, hyperacousies, douleurs, ...), et l'anxiété et/ou dépression[34]. D'après une étude de 2013, l'hyperacousie est présente dans 32 % des cas du syndrome du choc acoustique[35].
- Syndrome post-commotionnel[36],[37]
- Traumatisme crânien[38],[39]

### Causes liées aux systèmes nerveux centraux, au système nerveux périphérique
- Syndrome tonique du muscle tenseur du tympan (STMTT)[40]
- Dysfonctionnement du nerf facial
- Chirurgie : par exemple une compression microvasculaire du 8e nerf du tronc cérébral[41].
- Sclérose en plaques[42]
- Autisme[43] : la prévalence de l'hyperacousie est évaluée à 18 %[44]
- Syndrome d'asperger où la prévalence de l'hyperacousie est de 69 %[45].
- Paralysie faciale périphérique[46],[47]
- Migraine ; la prévalence de l'hypersensibilité aux bruits peut atteindre de 60 à 100 % durant la crise[48].
- Syndrome d'alcoolisme fœtal (SAF)[49]
- Anévrisme cérébral[50]
- Syndrome de Landau et Kleffner[51]
- Syndrome de stress post-traumatique
- Algoneurodystrophie[52]
- Démence sémantique[53]
- La maladie de Creutzfeldt-Jakob (MCJ) : dans un cas l'hyperacousie a été la première manifestation de la maladie[54]
- Hémorragies : hémorragie pontique unilatérale[55], hémorragie au niveau du corps géniculé médian[56]
- Intolérance environnementale Idiopathique aux rayonnements électromagnétiques (IEI-CEM)[57]
- Syndrome de douleurs faciales atypiques : un cas est présenté dans une étude scientifique avec amélioration de l'hyperacousie à la suite d'un traitement associant des médicaments[58]
- Épilepsie[59].

### Causes liées à la consommation de médicaments, de stupéfiants et produits dopants
- Effet lié à la consommation de stupéfiants comme la phéncyclidine[60] (PCP)
- Prise de médicaments ayant pour effet secondaire l'hyperacousie (avéré ou non)
- Syndrome de sevrage aux benzodiazépines (après arrêt ou entre deux doses)[61],[62]
- la strychnine, qui est un poison alcaloïde.

### Causes liées à des maladies génétiques
- Syndrome de Williams : la prévalence de l'hyperacousie est évaluée à 95 %[5]
- Anomalies chromosomiques touchant les chromosomes 1 et 6[63]
- Syndromes d'Ehlers-Danlos[64] : il s'agit de maladies génétiques rares, caractérisée par un manque de production de collagène. Quatre-vingt neuf pour cent des malades ayant un des syndromes d'Ehler-Danlos font de l'hyperacousie[65]. Les syndromes d'Ehler-Danlos se reconnaissent entre autres par une étirabilité de la peau un peu supérieure voire très supérieure à la normale, la présence de luxation dans la vie du patient ainsi qu'une souplesse passée ou encore présente, les muscles se rétractant avec l'âge.
- Syndrome de Lowe[66]
- Syndrome de l'X fragile[67]
- Maladie de Tay-Sachs[68].

### Causes liées à des maladies infectieuses
- Surdité brusque (si d’origine virale)
- Maladie de Lyme[69],[70]
- Syndrome de Ramsay Hunt[71]
- toxoplasmose cérébrale chez l'enfant avec maux de tête[72].

### Causes liées à des malformations osseuses
- Syndrome de déhiscence du canal semi-circulaire supérieur (SDCSS) associé à d'autres symptômes caractéristiques[73]
- dysplasie du canal semi-circulaire latéral[74]
- Syndrome algodysfonctionnel de l'appareil manducateur (SADAM)[75],[76],[77] l'American Tinnitus Association a étudié un échantillon 112 personnes atteintes d'hyperacousie, 65 ont indiqué des symptômes de trouble de l'appareil manducateur. Ils se sont exprimés de la façon suivante : 58 % ont signalé des problèmes de la mâchoire, 43 % des douleurs à la mâchoire, 51 % de la malocclusion, 52 % du bruxisme ou des grincement des dents, 5 % une sensation de déclic dans l'articulation de la mâchoire[31]
- Malformation de Chiari : l'hyperacousie est présente comme symptôme dans 1 % des cas[78].

### Causes liées à l'oreille interne et moyenne
- Fistule périlymphatique[79]
- Maladie de Menière[80]
- Otites moyennes récurrentes durant l'enfance[81]

### Autres causes
- Syndrome de Vogt-Koyanagi-Harada[82]
- Carence de vitamine B6[83] et en magnésium[réf. souhaitée]
- Myasthénie[84]

### Proportion des principales causes (et/ou prédispositions) à l'hyperacousie
Il existe très peu d'études publiant des proportions des différentes causes induisant de l'hyperacousie. Elles sont souvent établies à l'aide de questionnaires ou lors du bilan clinique.
|   | Acouphènes récents | Stress | Exposition sonore aigüe | Aversion chronique aux bruits | Exposition sonore chronique | Phobie | Environnement calme | Hydrops | Infection de l'oreille | Traumatismes crâniens | Autres |
| % | 21,39              | 17,11  | 11,23                   | 10,70                         | 10,16                       | 4,81   | 4,81                | 3,74    | 3,74                   | 3,21                  | 9,09   |

Une certaine confusion porte sur les causes, les conséquences et les symptômes associés à l'hyperacousie dans le tableau ci-dessus.
|   | Traumatisme sonore | Apparition progressive | Surdité brusque | Syndrome de Menière | autres |
| % | 40                 | 29                     | 7               | 4                   | 20     |

## Signes cliniques
L'hyperacousie peut être douloureuse et entraîner des otalgies aigües et chroniques. La prévalence de la douleur est de 45 % dans l'hyperacousie.

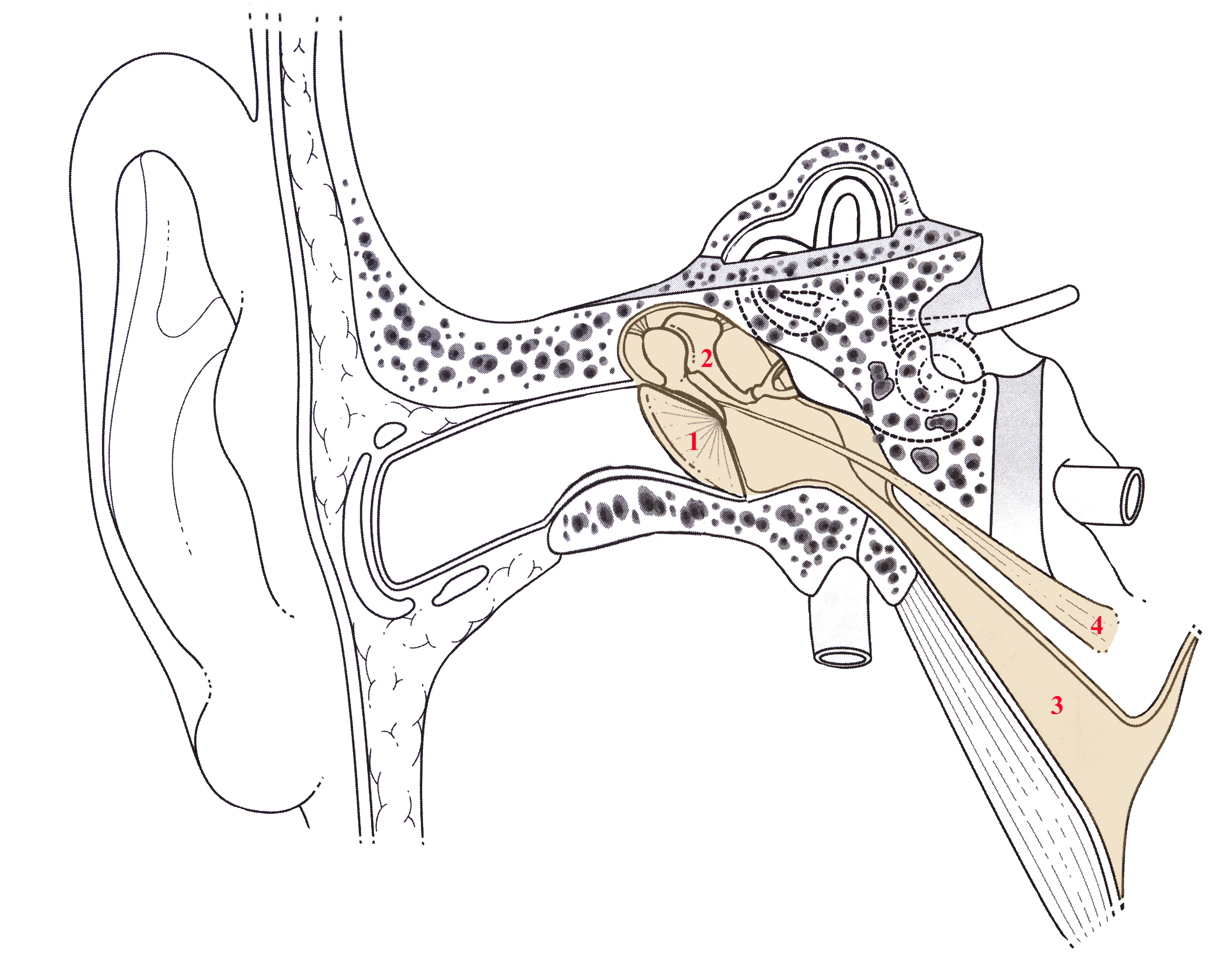
Anatomie de l'oreille montrant le muscle du marteau (ou muscle tenseur du tympan) : ce muscle semble jouer un rôle important dans les douleurs liées à l'hyperacousie.

Plusieurs types de douleurs sont possibles :
- Douleur aigüe dans l'oreille et sourde dans l'oreille
- Une sensation de plénitude sonore ou de « blocage »
- Une sensation de flottement du tympan
- Une sensation d'engourdissement autour de l'oreille
- Une sensation de brûlure autour de l'oreille
- Douleur dans la joue et dans la région de l'ATM (articulation temporo-mandibulaire)
- Engourdissement / brûlure / douleur sur le côté du cou
- Maux de tête

### Troubles vestibulaires
- Trouble de l'équilibre / vertige doux
- Nausées

### Troubles auditifs
- Sensation d'audition étouffée Les otalgies liées aux dysfonctions de l'articulation temporo-mandibulaire ressemblent à celles causées par l'hyperacousie. Dans les deux cas, il semble que des contractions du muscles tenseur du tympan soient impliquées. Une piste pour la recherche.Audition déformée

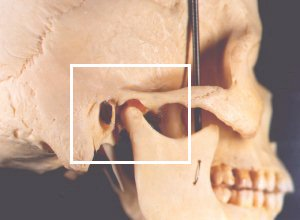
Les otalgies liées aux dysfonctions de l'articulation temporo-mandibulaire ressemblent à celles causées par l'hyperacousie. Dans les deux cas, il semble que des contractions du muscles tenseur du tympan soient impliquées. Une piste pour la recherche.

Quatre-vingt-un pour cent des personnes souffrant d'hyperacousie présentent au moins un de ces symptômes associés à ce syndrome.
Pour expliquer les douleurs ou otalgies des hypothèses sont avancées. Soit la douleur proviendrait des fibres de type II voies nerveuses afférentes, soit elle aurait pour origine une hyper-tonicité chronique du muscle du marteau (syndrome tonique du muscle tenseur du tympan),.

## Diagnostic
L'évaluation de l'hyperacousie est généralement réalisée par des spécialistes en audition. Elle inclut généralement un questionnaire d'autoévaluation par le patient, une audiométrie tonale et la détermination du niveau d'inconfort provoqué par le bruit.

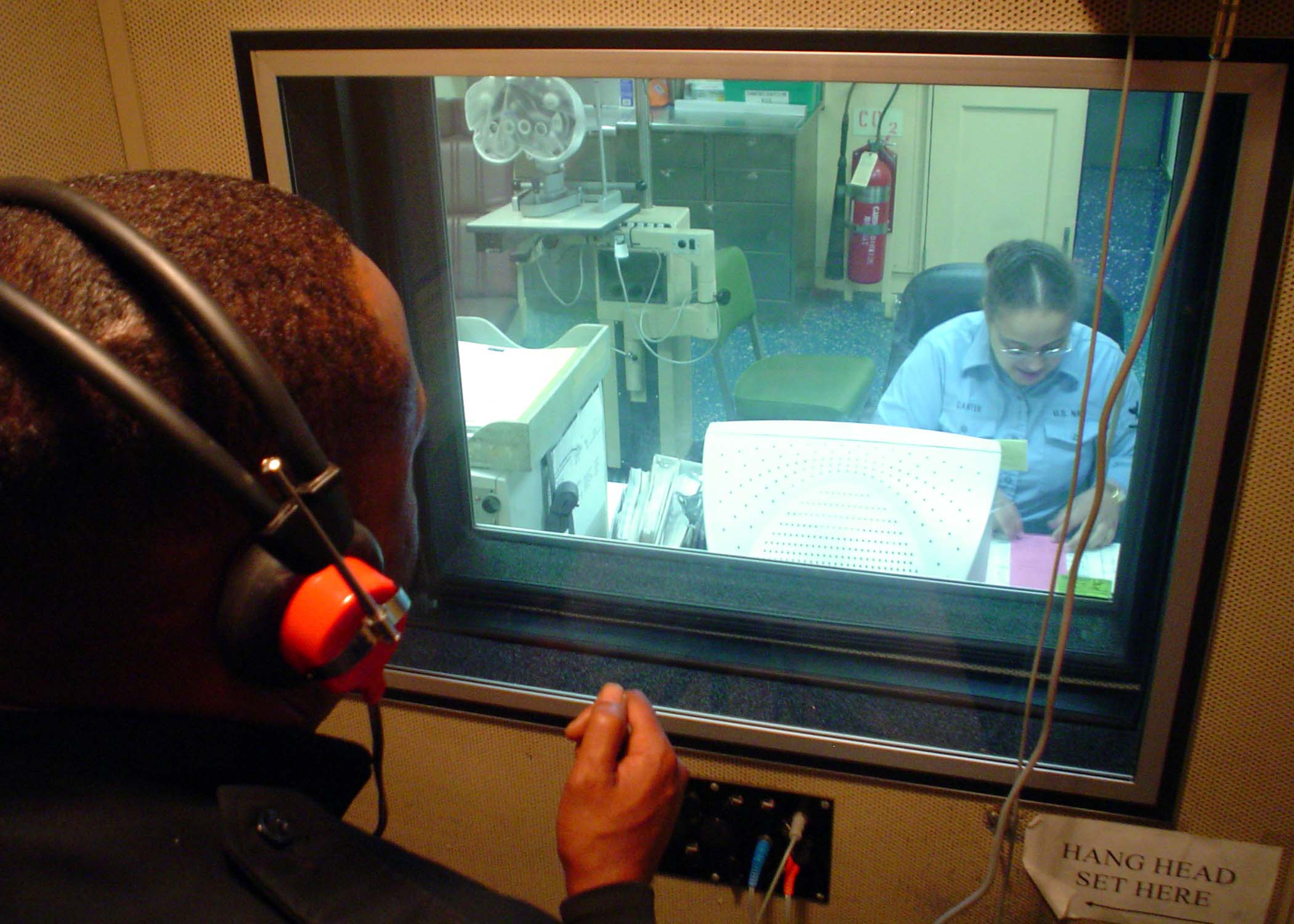
Réalisation d'un audiogramme dans une chambre insonorisée.
Un audiogramme teste les seuils d'audition mais il est aussi possible de tester les niveaux d'inconfort pour mettre en évidence l'hyperacousie.

Cependant, aucune procédure de diagnostic normalisée ne fait consensus pour évaluer l'hyperacousie.

### Recherche des niveaux d'inconfort
Elle consiste à faire sur l'audiogramme du patient une mesure conjointe de ses seuils d'audition et de ses niveaux d'inconfort pour chacune des fréquences testées. Il s'agit des niveaux que le patient pourrait écouter sur une assez longue période de temps mais avec un inconfort.
Formby, Payne, Yang, Wu et Parton (2017) et Sherlock et Formby (2005) ont démontré qu’il n’y a pas de différence significative entre la méthode de mesure des seuils d’inconfort (mesure absolue) et celle avec une échelle de catégories de jugements d’inconfort à la sonie (mesure relative) pour refléter les seuils subjectifs auxquels l'intensité des sons devient inconfortable.

#### Méthodologie
La recherche de ses niveaux d'inconforts doit s'effectuer par une augmentation très progressive de l'intensité du son (1 à 2 dB par palier) afin de ne pas entraîner des douleurs ou pire aggraver la situation du patient. Elle permet de rapidement connaître le niveau de décibels pour lequel l'individu ressent un inconfort. Le niveau d'inconfort moyen dans la population générale est fixé de 86 à 98 decibels . Dans le cas de l'hyperacousie, il n'est pas rare que les niveaux d'inconfort soient réduits à des niveaux faibles comme 40 dB, voire 10 dB dans certaines fréquences pour les individus les plus touchés. Il ne faut pas confondre les niveaux d'inconfort avec les seuils de douleur qui, eux aussi, sont réduits dans le cas de l'hyperacousie. Les seuils de douleur sont de l'ordre de 120 dB pour une personne normale, mais, dans le cas de l'hyperacousie, ces seuils sont bien inférieurs et, pour les plus touchés, ils sont de l'ordre des bruits de la vie quotidienne.

#### Limite de la mesure
Ces tests donnent une indication précieuse mais ils ne traduisent pas forcément la réalité car ils s'effectuent sur des fréquences précises et sur une courte durée. En effet, C'est une mesure qui doit être faite avec beaucoup de rigueur et par un professionnel spécialiste de l'hyperacousie: il peut arriver que le patient indique un seuil qu'il peut supporter quelques secondes mais absolument pas sur quelques minutes, dans ce cas les résultats peuvent donc indiquer un seuil bien supérieur à la réalité et ne pas être compris par le patient lui-même.[réf. nécessaire]

### Calcul du Johnson Hyperacusis Dynamic Range Quotient (JHQ)
Il faut mesurer le niveau d'inconfort (en dB) pour chaque fréquence testée. Ensuite pour chaque fréquence mesurée on soustrait les niveaux des seuils d'audition préalablement mesurés. On obtient la plage dynamique de l'hyperacousie pour chaque fréquence. Pour obtenir le JHQ, toutes les plages doivent être ajoutées et divisées par le nombre de fréquences testées pour obtenir une plage dynamique moyenne. Le JHQ ne peut être mesuré que dans le cas d'une personne présentant des seuils d’audition normaux ;
|              | 75-90 dB | 50-75 dB | 30-49 dB | 0-29 dB  |
| Hyperacousie | légère   | moyenne  | sévère   | profonde |

### Tests de psychoacoustique
Un médecin spécialiste de l'hyperacousie pourra lors de tests de psychoacoustique distinguer les seuils d'inconfort liés à une hyperacousie de ceux liés à une réaction émotive aux bruits. Par exemple, ils peuvent ainsi davantage différencier une hyperacousie totalement indépendante du psychisme d'une phonophobie.

### Questionnaires
Ils permettent d'évaluer le degré de la souffrance liée à l'hyperacousie. Ils accompagnent et complètent les tests audiométriques.
| Questionnaire                                 | Description                                                                              | Nombre de patients testés | Origine    | Auteurs                      |
| Hyperacusis Intake Questionnaire              | 23 items                                                                                 |                           | États-Unis | Tyler, 2007                  |
| MASH : Multiple Activity Scale of Hyperacusis | 14 items sur des situations de la vie quotidienne.                                       | 249                       | France     | Dauman & Bouscau-Faure, 2005 |
| GÜF : Geräuschüberempfindlichkeits-Fragebogen | 27 items sur les réactions cognitives, les émotions et les changements de comportements. | 226                       | Allemagne  | Nelting & Finlayson, 2004    |
| Khalfa’s hyperacusis questionnaire            | 14 items sur des dimensions émotionnelles, sociales et de l'attention                    | 201                       | France     | Khalfa S. et al. 2002        |

Une mesure précise et rigoureuse de l'hyperacousie reste une problématique importante. En 2010, une étude scientifique a montré qu'une corrélation entre les mesures audiométriques et les questionnaires d'impacts sur le confort de vie est difficile à mettre en évidence.

### Perspectives
Ainsi, une augmentation de l'amplitude des DPOAE (Distortion product otoacoustic emissions) en cas d'hyperacousie a été montrée par des chercheurs polonais en 2006. Un dysfonctionnement de la fonction du système efférent olivocochléaire médian a été montré par l'étude des oto-émissions acoustiques sur 2 cas atteint d'hyperacousie en Chine.

## Physiopathologie
Plusieurs hypothèses existent sur les mécanismes impliqués dans l'hyperacousie :
- une augmentation du gain central en réponse à une diminution des entrées sensorielles auditives (pertes auditives)[103] ;
- une augmentation dans la synchronie centrale neuronale[réf. nécessaire] ;
- une dysfonction des systèmes olivocochléaires (en) médian ou latéral[réf. nécessaire] ;
- un déséquilibre entre les voies excitatrices et inhibitrices centrales (GABA, noradrénaline….)[104] ;
- une réorganisation synaptique dans les voies auditives et changeant les aiguillages du signal sonore en faveur d’autres circuits centraux (système limbique, mémoire…)[réf. nécessaire].

### Mécanismes périphériques

#### Dysfonction du système de l'amplificateur cochléaire (cellules ciliées externes)
Au niveau périphérique, il est possible d'émettre l'hypothèse que la mise en valeur anormale de signaux vibratoires à l'intérieur de la cochlée par les cellules ciliées externes (CCE) peut entraîner une stimulation excessive des cellules ciliées internes (CCI) conduisant à l'hyperacousie. En effet, dans certains cas, il est possible d'observer forte amplitude des émissions otoacoustiques Distortion produit (DPOAE) et DPOAE évoqués par stimulation acoustique de faible niveau. La présence de l'hyperacousie asymétrique pourrait soutenir une origine périphérique, alors que les mécanismes centraux doivent avoir une incidence sur les deux côtés.

#### Dégénérescence du nerf cochléaire sans perte d’audition
L’exposition aux bruits traumatiques peut rapidement induire une lente dégénérescence des fibres nerveuses cochléaires, et ce, même si les cellules ciliées internes sont redevenues intactes après une exposition sonore intense (Kujawa et Liberman, 2009). Il semble que les fibres à seuil élevé soient les plus fragiles (Furman et al., 2013). Les seuils auditifs restent normaux. Cette découverte majeure change les idées reçues : la récupération des seuils auditifs ne suffit plus à écarter une pathologie cochléaire.
En effet, des souris de laboratoire, après une forte exposition aux bruits forts ayant induit une dégénérescence du nerf cochléaire sans perte d’audition significative, ont montré un comportement d'hyperacousie. En réponse à cette désafférentation, les auteurs ont suggéré une augmentation de l’excitabilité neuronale au niveau du système nerveux central contribuant à cette hypersensibilité auditive. Cette hyperexcitabilité semble toucher particulièrement le colliculus inférieur, un noyau important du tronc cérébral dans le traitement du son par le cerveau
Un modèle propose qu'une grande étendue de désafférentation puisse déclencher des acouphènes alors qu'une désafférentation modérée devrait plutôt être liée à de l'hyperacousie. Dans ce modèle, le stress et les mécanismes d'adaptation centraux auraient aussi un rôle prépondérant dans la genèse de ces troubles auditifs (Knipper et al., 2013). Dans ce sens, une autre étude avait montré que le stress induit une libération d’endorphines qui pourrait potentialiser les effets neurotoxiques du glutamate et favoriser l'hyperacousie.

### Mécanismes centraux

#### Utilisation des IRM fonctionnelles
L'utilisation des dernières techniques d'imagerie médicale notamment les IRM fonctionnelles (IRMf) de l'encéphale permettront de mieux comprendre le dérèglement du fonctionnement du système nerveux central dans le cas de l'hyperacousie. Des recherches sont effectuées dans ce sens, en effet, Hwang et al (2009) ont comparé l'activation du cerveau de trois patients atteints d'hyperacousie avec celle de trois sujets sains sans hyperacousie, à l'aide d'imagerie par résonance magnétique fonctionnelle (IRMf). Le motif d'activation dans le cerveau en réponse à l'écoute d'un bruit blanc était nettement différent entre les participants avec et sans hyperacousie. Pour les personnes qui n'ont pas d'hyperacousie, l'activation est située principalement dans le gyrus temporal supérieur droit (comme prévu, puisque les lobes temporaux contiennent le cortex auditif primaire). Toutefois, pour les sujets atteints de l'hyperacousie, une activation a aussi été observée dans le lobe frontal et dans le lobe occipital, ce qui indique que des systèmes extérieurs aux voies auditives ont été activés par le son.
Une autre étude par IRMf en 2010 montre que les sujets présentant une légère diminution de la tolérance au niveau du bruit ont montré une activation élevée dans le mésencéphale auditif, le thalamus et le cortex auditif primaire par rapport aux sujets présentant une tolérance normale.
En Corée du Sud, une étude en 2009 avec IRMf a montré une augmentation de l'activation du collicus inférieur par rapport à un groupe normal en réponse à un son de 50 dB. Les deux groupes avaient des seuils d'audition normale (<20 dB HL) à toutes les fréquences testées
Shuang Li, Veronica Choi et Thanos Tzounopoulos (2013) ont fait une découverte très importante : la réduction de l'activité des canaux Kv7.2 / 3 est essentielle pour l'induction des acouphènes et pour l'hyperactivité du noyau cochléaire qui y est associé. Ainsi, la réduction de ce type de canaux peut induire une augmentation de l'hyperactivité neuronale. Il existe des cibles thérapeutiques possibles pour augmenter l'action de ces canaux comme la Rétigabine. L'hypothèse que la réduction de l'activité de ces canaux existe pour l'hyperacousie est potentiellement intéressant.

### Mécanismes émotionnels
Le système limbique contrôle la plupart des émotions au niveau central. Une connexion entre les voies auditives et ce système expliquerait donc les réactions émotionnelles aux bruits : dans le thalamus, la voie auditive classique utilise la partie ventrale en direction du cortex auditif alors que la voie auditive non classique utilise la partie dorsale en direction du cortex secondaire et d'association. Les connexions auditives à l’amygdale suivent deux routes :
- une « high route » du cortex à l’amygdale ;
- une « low route » plus directe par la voie non classique qui part directement du thalamus dorsal à l’amygdale.

Cette « low route » pourrait contribuer à des réactions émotionnelles aux bruits, comme la phonophobie (Møller, 2007). Dans ce sens, une étude chez l'animal a montré une augmentation de l'activité de l’amygdale dans le cas de l'hyperacousie. Mais ces hypothèses ne se confirment pas par des thérapies psychologiques.

## Prise en charge

### Modèle thérapeutique
Il n'existe pas encore de traitement officiellement validé par les autorités de santé.
L'approche thérapeutique est généralement pluridisciplinaire, associant une thérapie sonore d'habituation avec des prises en charge complémentaires (psychologue, sophrologue....) et parfois une aide médicamenteuse.
Le traitement de l'hyperacousie peut relever du modèle biopsychosocial de Engel GL (1980),.

### Thérapies sonores

#### Utilisation de bruit blanc (TRT)
Les thérapies sonores d'habituation, sont issues d'une adaptation de la TRT (Tinnitus Retraining Therapy (en)) qui a été mise en place pour le traitement des acouphènes au début des années 2000. Elles consistent à écouter un bruit blanc, dont le niveau sonore augmente progressivement au fil des expositions, sur une durée allant jusqu'à un an. Le but est d'acquérir une ré-habituation de la tolérance au bruit.
Une étude de 2008 souligne l'importance de la communication avec le patient dans le succès de la thérapie.
Ce traitement mène à une amélioration dans environ 80 % des cas. Cependant, un spécialiste allemand des acouphènes indique qu'il a constaté que l'utilisation de bruit blanc aggravait les acouphènes et l'hyperacousie.

#### Autres thérapies sonores
- Méthode Auditory Integration Training[122],[123](AIT), elle est utilisée dans certains protocoles mais elle n'a pas fait l'objet d'une étude scientifique publiée sur ces effets sur l'hyperacousie.
- La méthode Tomatis : rééducation de l'écoute utilisant du son transmis par voie aérienne et par voie osseuse afin de modifier la perception, permettant dans certains cas de diminuer l'hypersensibilité aux sons et de rendre les acouphènes plus acceptables en diminuant leur intensité ressentie.

- Le bruit rose peut aussi être utilisé en thérapie sonore, particulièrement chez les patients qui jugent le bruit blanc trop agressif. Un protocole des années 1990 suggère une écoute de 2 heures par jour de bruit rose avec un niveau d'intensité sous le seuil d'inconfort[6]. Aux États-Unis, des adaptations de ce protocole existent actuellement (pink sound protocol[124]).
- La thérapie Neuromonics : une étude clinique sur un échantillon de 35 personnes a montré une amélioration moyenne de 10,4 dB des seuils d'inconforts après 12 mois de traitement[125],[126]. Le traitement n'est pas disponible en France.
- Bruit de la mer : une thérapie espagnole publiée en 2009 préconise l'écoute de bruits de la nature dans un protocole. Moliner Peiro et al. en Espagne ont publié un protocole simple et peu coûteux. Testé sur 34 patients souffrant d'hyperacousie (3 légers, 20 modérés et 11 sévères) avec retour à des seuils d'inconfort normaux pour 98 % des cas après 9 semaines de thérapie, le traitement consiste à l'écoute de bruits de la nature sur lecteur de CD (bruit de vague, de cours d'eau…) pendant des séances de 30 minutes par jour avec un protocole de croissance précis de l'intensité sonore[127].
- La thérapie de recalibration des fonctions de sonie chez des sujets hyperacousiques développée par deux chercheurs Français (A. Norena & S. Chery-Croze). Ils ont testé l’hypothèse selon laquelle l'hyperacousie serait une compensation de la diminution des entrées sensorielles par une augmentation du gain central. Huit sujets présentant une hyperacousie ont été exposés pendant 15 semaines (plusieurs heures / jour) à un environnement acoustique adapté à leur audition. C'est-à-dire que seule la région de fréquences correspondant à la perte auditive était stimulée. Ils ont noté une amélioration de l’hyperacousie (évaluée par des questionnaires)[128].

### Thérapie de photobiostimulation au laser
Des protocoles existent et montrent une amélioration de l'hyperacousie :
- Une thérapie au laser en combinaison avec une stimulation magnétique transcrânienne répétitive (SMTr) permettrait une amélioration de la douleur liée à l'hyperacousie[129]. Bien que l'étude réalisée soit controversée[130], elle a été présentée lors de la première conférence internationale sur l'hyperacousie à Londres en mars 2013 ;
- Une autre étude prospective d'un groupe de 58 patients souffrant d'hyperacousie, a été faite avec une thérapie d'irradiation laser basé sur un protocole d'énergie de photobiostimulation. Ils ont été traités deux fois par semaine pendant 6 semaines, par irradiation de dose de lumière laser de bas niveau (une puissance de rayonnement de lumière de 90 à 300 mW / cm2). L'hyperacousie a été significativement améliorée chez tous les patients. 89 % ont eu une amélioration de la capacité auditive et 78,9 % d'entre eux ont retrouvé des niveaux d'inconfort normaux[131].

#### Aides auditives
En Allemagne, le centre de traitement des acouphènes et de l'hyperacousie de Francfort propose aux patients des appareils auditifs mêlant un générateur de son et protection dynamique du bruit extérieur par la technologie "digital sound separating technology". Ce qui permet à des personnes atteintes d'hyperacousie de pouvoir retrouver un confort de vie moins difficiles et pour d'autres de retrouver leur travail. Des dispositifs similaires avaient été testés positivement en 2000 sur 14 patients atteints d'hyperacousie sévère aux États-Unis.

### Thérapies complémentaires
Elles accompagnent de plus en plus les thérapies sonores dans une approche pluridisciplinaire du traitement ;
- les psychothérapies cognitivo-comportementales ont fait l'objet d'une étude scientifique en Suède publiée mars 2014 sur un échantillon de 60 personnes atteintes d'hyperacousie. L'étude randomisée a montré une moyenne de 7-10 dB amélioration des seuils d'inconforts avec les TCC[134],[135].
- L'EMDR est aussi cité avec succès sur certains cas, mais il n'existe toujours pas d'étude scientifique qui a mesuré son efficacité réelle sur l'hyperacousie ;
- L'acupuncture, par exemple, la thérapie "Reflex-Correspondence Training" de Rosen MR (1995) mais elle n'a pas été prouvée scientifiquement[136],[137].
- La sophrologie, l'hypnose, l'ostéopathie sont aussi utilisés en thérapie complémentaire ;

### Traitements médicamenteux
Aucune molécule chimique n'a démontré une réelle efficacité dans le traitement de l'hyperacousie. Cependant, certains médicaments peuvent améliorer l'état de certains individus. Les individus hyperacousiques peuvent réagir de façon très différente à un médicament, avec parfois une réduction des symptômes chez certains quand d'autres observeront plutôt une aggravation :
- antiépileptiques : certains antiépileptiques peuvent aider à combattre les douleurs et les gênes, voire faire baisser l'hyperacousie et les acouphènes. Le clonazepam[138] ne peut désormais être prescrits que par les neurologues ; la carbamazépine semble montrer une bonne efficacité dans le cas d'une hyperacousie associée à la maladie de Lyme[69] ;
- anxiolytiques : un traitement à l'alprazolam pendant 7 à 8 semaines sur 5 patients a permis une récupération complète de leur l'hyperacousie[139],[140].
- psychotropes (baclofène[138]) ;
- neuroleptiques (sulpiride) : plusieurs hyperacousiques ont vu leurs symptômes baisser voire disparaître ;
- antidépresseurs (amitriptyline) ;
- une étude a montré une possibilité d'amélioration de l'hyperacousie avec le lithium si elle est associée à une dépression[141] ; Une autre avec l'imipramine en cas de dépression[142].

### Autres traitements
D'autres traitements n'ont pas montré de réelle efficacité, comme : 
- la phytothérapie : des plantes médicinales sont parfois utilisées pour certaines de leurs propriétés notamment le ginkgo biloba, le kudzu, le millepertuis mais aucune étude n'a été menée pour connaître leur impact sur l'hyperacousie ;
- l'homéopathie cite l'utilisation de Theridion currassavicum et Ignatia amara sur l'hypersensibilité aux bruits[réf. souhaitée] ;
- réhabituation très progressive des oreilles aux bruits de la vie courante, même si cette écoute est inconfortable ou douloureuse dans les premiers temps et tout en veillant à se protéger les oreilles des bruits représentant un danger certain (concerts, feux d'artifice, klaxons, travaux, alarmes, etc.). Il faut toutefois être prudent car ces tentatives de guérison par le bruit peuvent se solder par une aggravation de l'hyperacousie.

## Recherche scientifique

### Conférences internationales sur l'hyperacousie

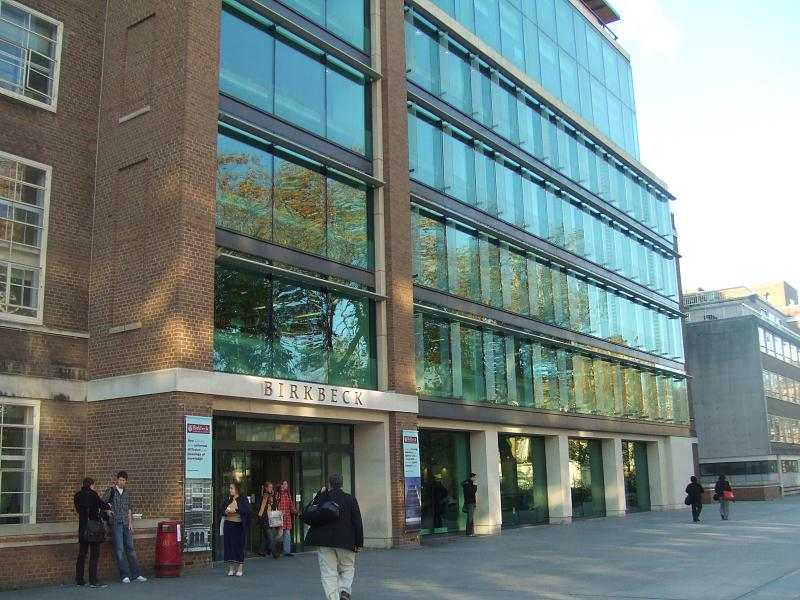
Les conférences internationales sur l'hyperacousie, organisées en 2013 et en 2015 au Birkbeck College, Université de Londres, ouvrent des espoirs thérapeutiques pour traiter ce trouble auditif.

Les 1er et 2 mars 2013 a eu lieu à Londres la première conférence internationale sur l'hyperacousie. Près d'une centaine de chercheurs du monde entier se sont réunis pour faire le point sur les causes et les traitements possibles de l'hyperacousie. La deuxième conférence internationale sur l'hyperacousie a eu lieu les 9 et 10 juillet 2015 à Londres, des chercheurs du monde entier y étaient encore présents. La troisième conférence internationale sur l'hyperacousie a eu lieu les 6 et 7 juillet 2017 à Guildford en Grande-Bretagne

### Association de recherche sur l'hyperacousie
Aux États-Unis, l'association Hyperacusis research milite activement pour favoriser la recherche scientifique sur des traitements et l'identification de causes de l'hyperacousie. En partenariat avec la Hearing Health Foundation, elle a financé à hauteur de 10 000 $ leur premier projet  d'analyse de la littérature scientifique sur l'hyperacousie. L'ensemble de cette étude a été publié en deux parties en août 2014,.

### Étude sur l'animal

#### Modèles animaux
La mise au point d'un modèle animal fiable permettra de tester des traitements et de mieux comprendre la pathologie. On sait déjà qu'une injection d'une forte dose de salicylate chez des rats entraîne pour 40 % d’entre eux un comportement que l'on peut apparenter à de l'hyperacousie. Des études sur l'animal ont aussi montré qu'une alimentation trop riche en oméga-3 (huile de poisson) durant la lactation peut modifier le développement des voies auditives et induire un comportement d'hyperacousie chez les progénitures.

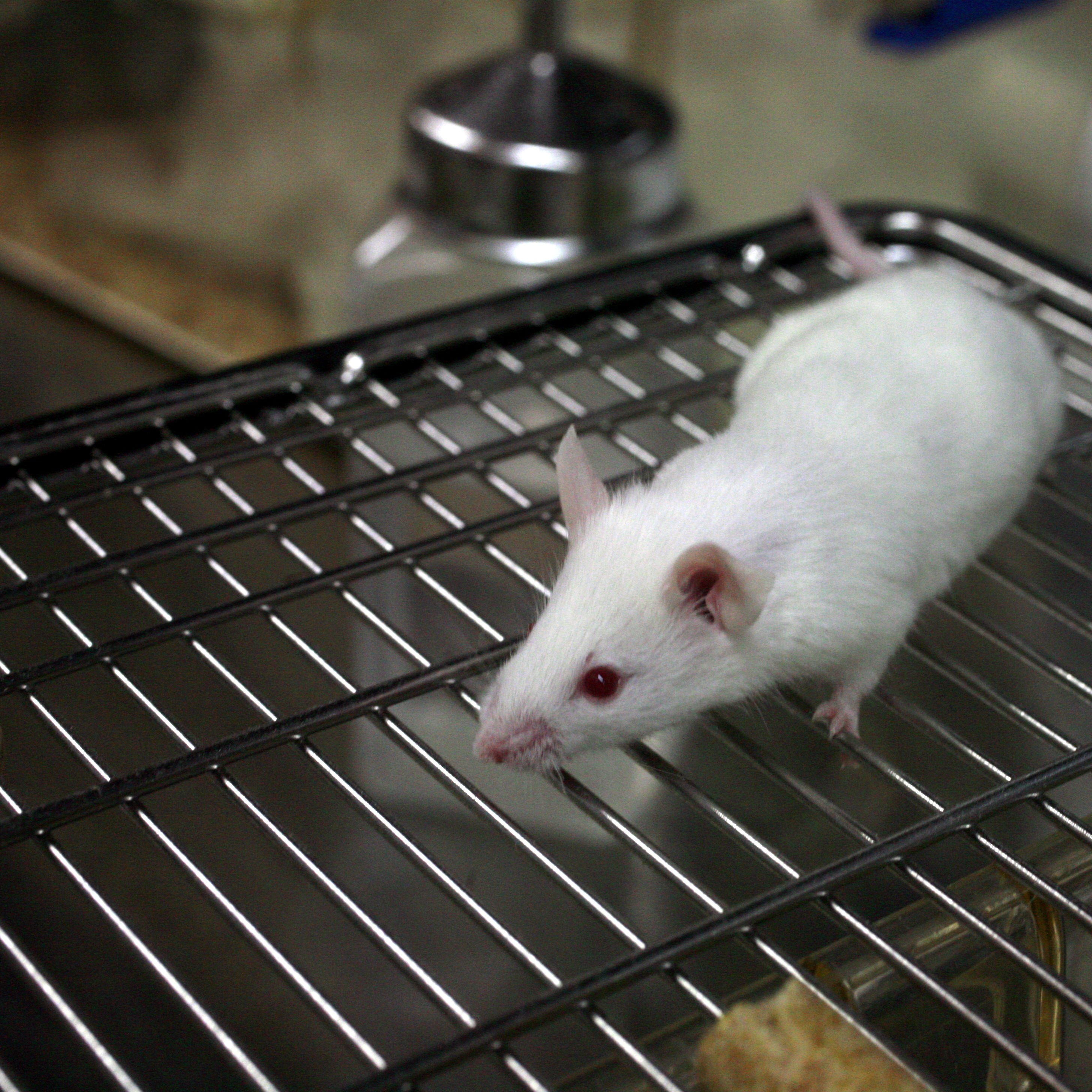
Mise au point d'un modèle animal.
L'étude de l'hyperacousie chez l'animal et l'élaboration d'un modèle fiable de la pathologie sont une étape majeure pour la compréhension et l'élaboration d'une stratégie thérapeutique.

La première revue scientifique des modèles animaux incluant l'hyperacousie et les acouphènes est publiée en 2014 et fait un résumé des différents modèles animaux existants.

#### Effets de molécules chez l'animal
Une étude sur le rat a montré qu'après une exposition sonore traumatique, l'utilisation du sildénafil réduirait une réaction de sursaut apparentée à une hyperacousie de l'animal. De même chez le rat, il a été montré que le bacloféne agissait sur l'hyperactivité du colliculus inférieur dans le cas de l'hyperacousie. Le baclofène réduit aussi l'hyperacousie induite par une forte dose de salicylate chez le rat.

### Recherches futures, pistes de recherche et perspectives
Une analyse d'une base de données de médicaments ayant pour effet secondaire de l'hyperacousie a été réalisée. Comme ces médicaments agissent sur des récepteurs moléculaires identifiés, les chercheurs ont pu identifier ceux pouvant induire de l'hyperacousie. Il a été montré l'intervention :
- des récepteurs monoaminergiques (SAR, adrénergiques, 5HT, dopaminergiques) particulièrement impliqués dans la régulation des états de vigilance et de l'humeur ;
- des récepteurs cholinergiques muscariniques ;
- les transporteurs de neurotransmetteurs SLC6 : ils sont des cibles pour une large gamme de médicaments thérapeutiques utilisés dans le traitement des maladies psychiatriques, dont la dépression majeure, les troubles anxieux, le trouble d'hyperactivité avec déficit de l'attention et de l'épilepsie[156].

Ces études pharmacométriques sont très utiles pour élaborer une stratégie thérapeutique médicamenteuse.
Des travaux montrent que l'hyperacousie pouvait résulter de pertes auditives (même très faible ou concernant des fréquences non testées dans les audiogrammes ordinaires), ce qui entraînerait en réaction une augmentation du gain central. Cette approche est controversée : des travaux ont montré que la privation de son à des individus diminuerait de 7 dB, les seuils d'inconfort, or chez les personnes hyperacousiques cette diminution atteint fréquemment les 40  à   50 dB.
Les recherches actuelles ont maintenant prouvé le renforcement de l'activité neuronale au niveau sub-cortical et cortical dans le cas de l'hyperacousie. Une autre étude a montré que la suractivation du colliculus inférieur dans le cas de l'hyperacousie provient d'un sous-ensemble particulier de neurones, ceux qui sont très synchronisés. Comme les études chez l'animal ont identifié les substances (neurotransmetteurs) qui contrôlent l'activité de la plupart de ces types de neurones fortement synchronisées présents dans cette zone (le glutamate et l'acide γ-aminobutyrique), une voie de recherche est donc de montrer que ces deux substances sont sécrétées de manière déséquilibrée dans le cas de l'hyperacousie. Par exemple, d'après une autre étude, une altération précoce de la membrane tympanique chez le rat entraîne pour 80 % d'entre eux un comportement d'hyperacousie après 2 semaines. Les chercheurs ont montré qu'une fois de plus le colliculus inférieur est suractivé et qu'une injection de vigabatrine semble supprimer la crise audiogène. Or, on sait que cette molécule inhibe la catalyse du GABA. Ces différentes études offrent les espoirs de futurs nouveaux traitements.

## Impact social
Un rapport d'une enquête française nationale sur la détresse psychologique des personnes sourdes, malentendantes, devenues sourdes et/ou acouphéniques datant de 2011 montre l'importance des conséquences de l'hyperacousie sur la détresse psychologique[précision nécessaire]. L'INPES a publié des rapports soulevant le problème de l'hyperacousie sur la souffrance psychique.
Une étude suédoise de 2013 montre sur un échantillon de 62 patients hyperacousiques que 47 % avaient un trouble anxieux. Une autre étude allemande menée en 2008 a montré une association de troubles psychiatriques (dépression, phobie sociale, anxiété…) dans 60 % des cas d'hyperacousie sévère.
En Suède, une étude à l'université d'Uppsala sur 62 patients atteints d'hyperacousie a montré que 89 % évitent les endroits bruyants et 82 % portent des bouchons d'oreilles dans leur quotidien.

## Reconnaissance de l'hyperacousie
La méconnaissance de la maladie et l'absence de tests mesurant objectivement l'hyperacousie amènent souvent des praticiens à attribuer celle-ci à des problèmes psychologiques, tels que dépression, anxiété, phobie[réf. nécessaire]. La perturbation du schéma auditif n'étant pas encore expliquée, les spécialistes des acouphènes se proposent fréquemment de résoudre le problème par autosuggestion ou renvoient leurs patients vers la psychothérapie, l'écoute de bruit blanc et la sollicitation sonore appelées "thérapies sonores".

### Prise en compte gouvernementale de l'hyperacousie
Entre 1997 et 2002, seules deux questions au gouvernement ont été formulées en France sur la problématique de l'hyperacousie. Entre 2002 et 2007, 51 questions concernant l'hyperacousie ont été posées. Une question du 11 novembre 2007 au gouvernement français de la 13e législature sur la prise en charge de l'hyperacousie a fait l'objet d'une réponse publiée au journal officiel le 4 novembre 2008. Il y est indiqué :

### Facteurs potentiellement aggravants
D'après une étude de Lurquin P. (2015), on observe une croissance de l’hypersensibilité au son après exposition à un bruit fort pour 62,5 % des sujets atteints d'hyperacousie. La durée de l’augmentation des symptômes en présence de bruit fort est de quelques heures pour 30 % des sujets, quelques jours pour 27 % et plusieurs mois pour 9 %.

## Prévention

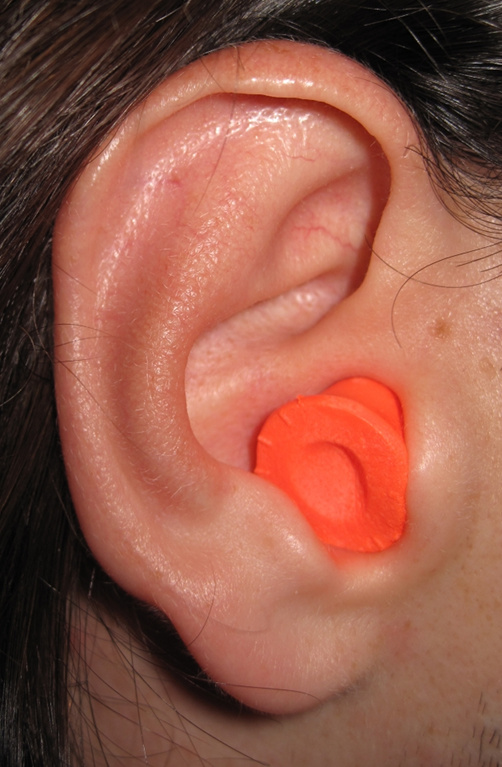
Le port de bouchons d'oreille ou de casque antibruits reste la meilleure prévention de l'hyperacousie dans un environnement sonore intense.

## Personnes célèbres atteintes d'hyperacousie
Personnes réelles :
- Beethoven (surdité, acouphènes, hyperacousie)[171]
- L'auteure-compositrice-interprète Angèle [172](hyperacousie modérée de niveau 1)
- L'auteure-compositrice-interprète belgo-canadienne Lara Fabian[173] (provisoirement)
- Le compositeur belge Henri Pousseur[174]
- Le guitariste de jazz fusion Al Di Meola[réf. souhaitée]
- Le chanteur Jason Di Emilion du groupe Azusa Plane[175]. L’hyperacousie serait la cause de son suicide.
- Le musicien Wan[176]
- L’écrivaine anglaise Linda Stratmann[177]
- Le musicien Chris Singleton[178],[179]
- Le DJ Adaro[180][réf. à confirmer]
- L'ancien batteur et professeur de musique à la Old Town School of Folk Music de Chicago (États-Unis) Joel Styzens[181]
- Stephin Merritt, musicien américain né en 1966, connu principalement pour avoir créé le groupe The Magnetic Fields. Son hyperacousie de l'oreille gauche a influé notablement sur ses choix instrumentaux dans la composition de ses chansons[182].
- Le joueur d'échecs Bobby Fischer souffrait probablement d'hyperacousie, selon le Dr Anthony Saidy. Il a multiplié les scandales durant les parties qu'il a disputées avec Spassky sous prétexte que le bruit des caméras entravait sa concentration[183].
- Le pilote automobile belge Wolfgang Reip[184]

Personnages de fiction : 
- Le personnage principal du film Baby driver (Edgar Wright - 2017), interprété par Ansel Elgort, souffre d'acouphènes et d'hyperacousie
- Dans la série The Big Bang Theory (2007-2019) le personnage de Sheldon Cooper (interprété par Jim Parsons) souffre d'hyperacousie

### Revues de littérature scientifique
- (en) Baguley, David M. "Hyperacusis: an overview." Seminars in hearing. Vol. 35. No. 02. Thieme, 2014.
- (en) Tyler RS, Pienkowski M, Roncancio ER, Jun HJ, Brozoski T, Dauman N, Dauman N, Andersson G, Keiner AJ, Cacace AT, Martin N, Moore BC. A review of hyperacusis and future directions: part I. Definitions and manifestations. Am J Audiol. 2014 Dec;23(4):402-19.
- (en) Pienkowski M, Tyler RS, Roncancio ER, Jun HJ, Brozoski T, Dauman N, Coelho CB, Andersson G, Keiner AJ, Cacace AT, Martin N, Moore BC. A review of hyperacusis and future directions: part II. Measurement, mechanisms, and treatment. Am J Audiol. 2014 Dec;23(4):420-36.
- Ponsot D. L'hyperacousie : « État de la science ». 6e colloque AFREPA, septembre 2015, Nantes, France. 2015. <hal-01202136>.